# 新墨西哥州

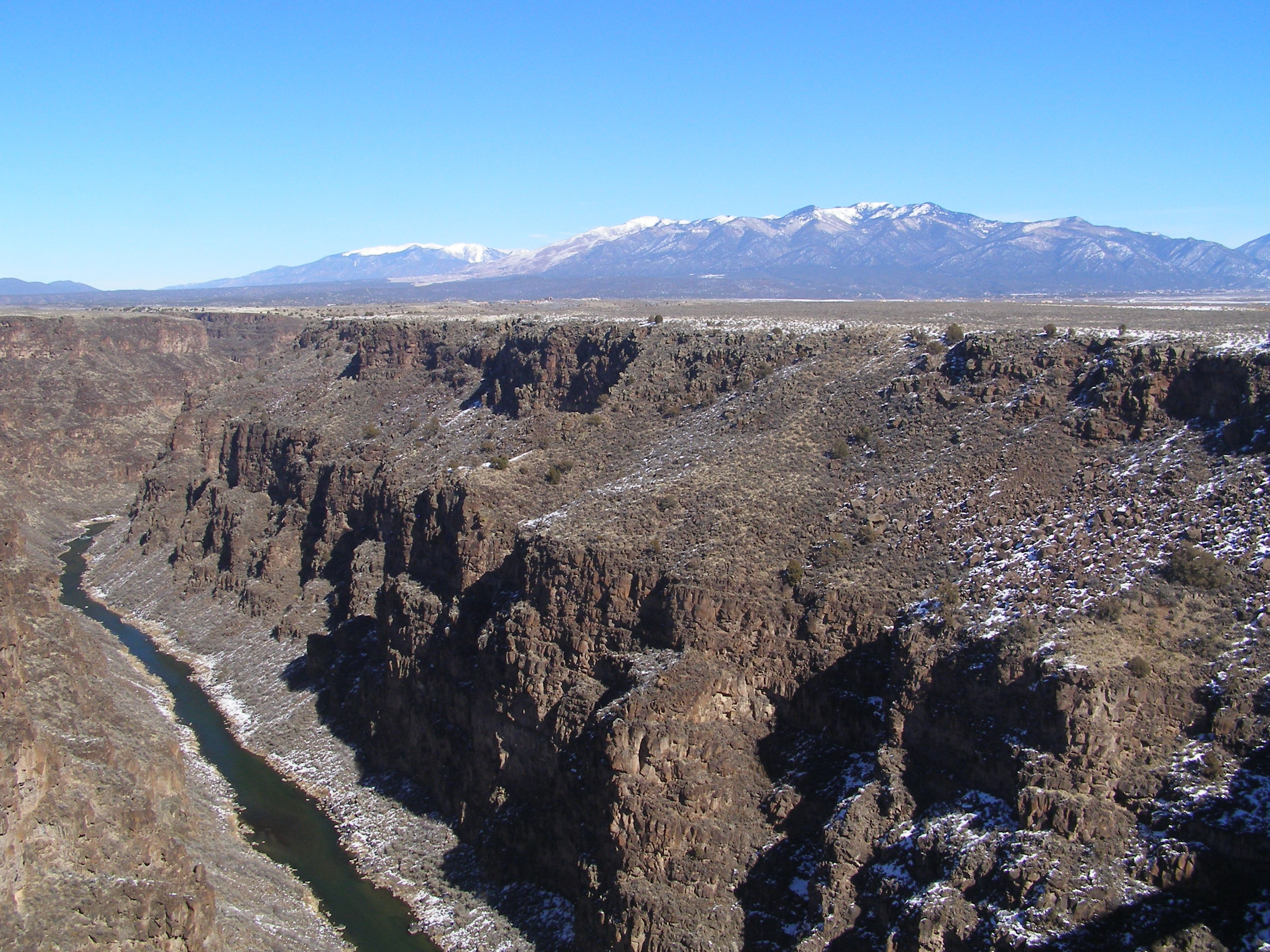
查科文化国家历史公园

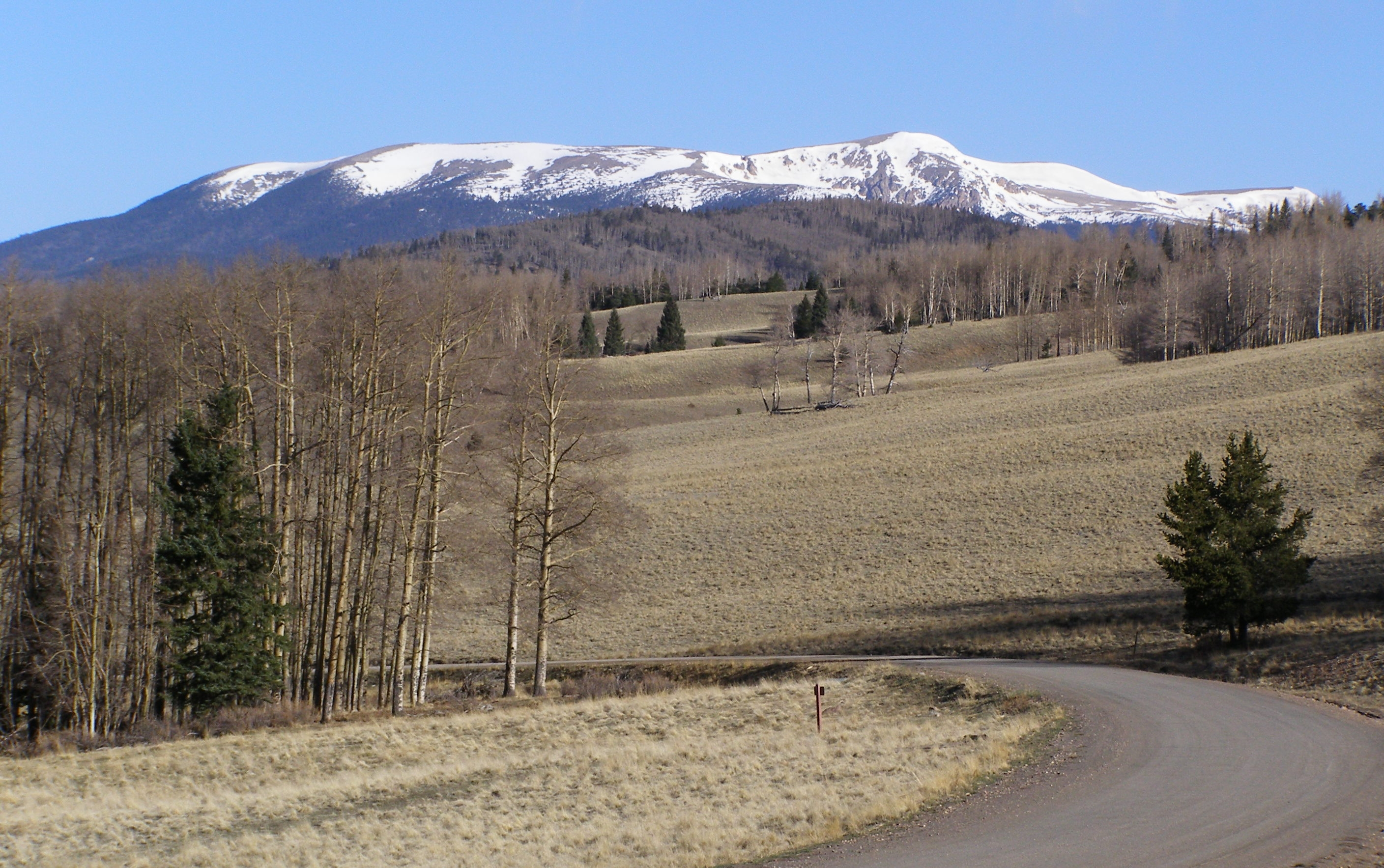
Big Costilla

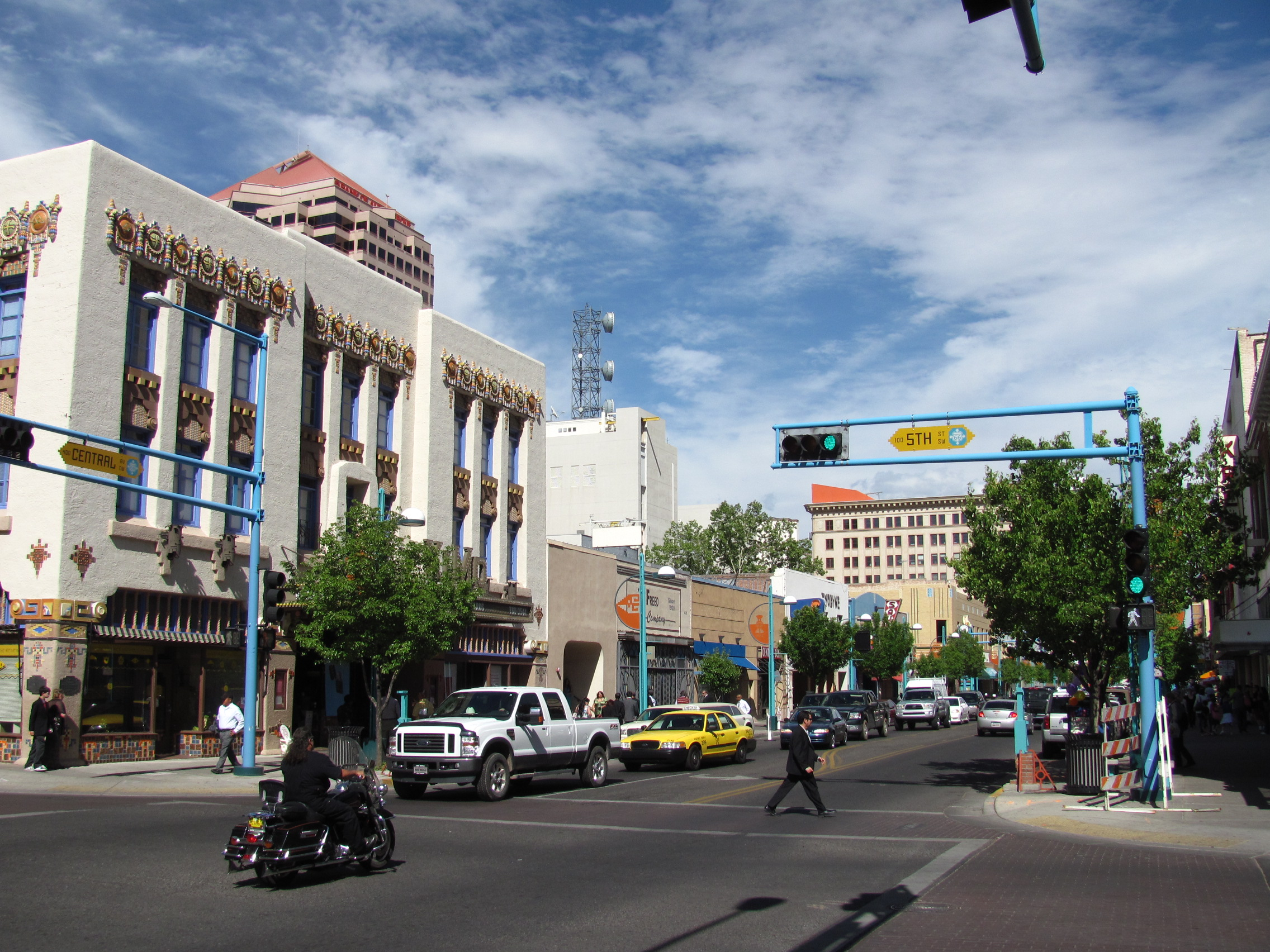
阿布奎基

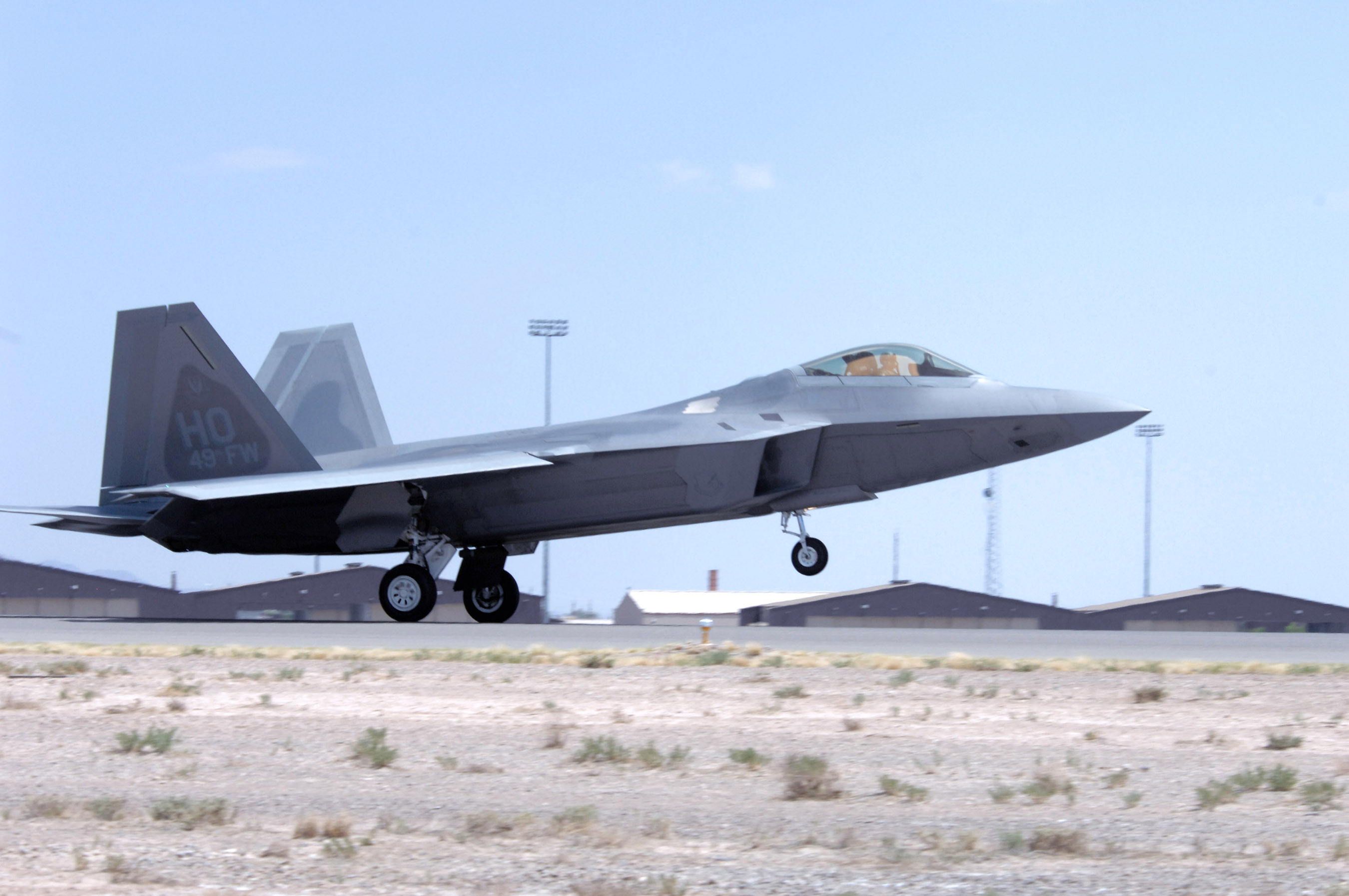
霍洛曼空軍基地

新墨西哥州，簡稱新墨州，是美國西南方的一州，它曾是墨西哥的一省。德克薩斯共和國獨立後曾被該國宣稱主權，不過後來都變成美國的一部分，加入聯邦後經歷內戰，再度被美國併吞，二十世紀成為一州，該州仍有許多西班牙裔的居民，亦有不少的美國原住民。因此具有相當獨特的文化。它也是美國唯一官方州名有兩個語言的州份。該州郵政簡寫為NM，它的首府是聖塔菲。

## 歷史
该州早在公元前即有人类活动，州内一些地区发现了史前人类活动遗址。公元三世纪后半定居活动出现，出现了建筑遗址。公元16至17世纪后半叶，虽然欧洲探险者已经开始出现，但当地依然保留了传统文化和独特的社会组织。
18世纪随着西班牙殖民势力拓展，新墨西哥州所在的地区逐步被纳入新西班牙总督区的统治。
1821年墨西哥摆脱西班牙的殖民统治，民族主义情绪高涨，加上美国购买的路易斯安那领地西部与墨西哥的边界不清晰，墨西哥政府遂移民北部各地区，其中包括新墨西哥。墨西哥政府在此地设置新墨西哥省，但与德克萨斯所在的科阿韦拉和西边的加利福尼亚的边界不明确。
1836年德克萨斯的美国移民因不满墨西哥政府取缔奴隶制和解放奴隶的行动而发动独立战争，德克萨斯共和国成立后宣称格兰德河以东土地是其领土，这片土地包括了今天新墨西哥州东部的地区。但德克萨斯共和国自始至终都未对这片土地进行直接统治。
1845年爆发的美墨战争中，美国军队进入这一地区，但因没有稳定的后勤通道无法长期占领据守。1848年新墨西哥领地(包括今天亚利桑那东部、新墨西哥、科罗拉多南部和犹他东南部)被割让给美国。因为美墨战争和此前的德克萨斯独立战争中美国对德克萨斯给予很多援助，战后为了抵偿债务，德克萨斯宣布了放弃对新墨西哥东部土地所有权的声明，美国政府随后在此建立新墨西哥领地。
1853年为修建横贯大陆铁路南线而发起的加兹登购地为新墨西哥增加了埃尔帕索以西的地区，包括西南角向南突出的方形区域。
内战期间，新墨西哥忠于北方的联邦政府，但同时也有很多居民支持奴隶制的邦联。邦联军队曾试图占领新墨西哥和亚利桑那来缓解西部战线的威胁，但没能成功。与此同时，有不少黑奴逃亡于此。战后美国政府拆分了新墨西哥领地，在其西部建立了亚利桑那领地。东北部少量地区划入科罗拉多，西北角部分地区划入内华达州，包括今天的拉斯维加斯。
1912年，新墨西哥与亚利桑那分别建州，开始时州府定在阿布奎基，但后来迁址聖塔菲。

## 平均温度
新墨西哥州的气候通常是半干旱到干旱，尽管存在大陆和高山气候，其领土大部分被山脉、高平原和沙漠所覆盖。大平原（高地平原）位于新墨西哥州东部，类似于科罗拉多州东部的科罗拉多高地。这两个州的地形相似，都有平原、山脉、盆地、台地和沙漠地带。新墨西哥州的年平均降水量为13.9英寸（350毫米），月平均降水量在夏季达到峰值，如南部的阿尔伯克基和拉斯克鲁斯。年平均气温从东南部的64°F（18°C）到北部山区的40°F（4°C）以下夏季，海拔5000英尺（1500 m）以下的白天温度通常超过100°F（38°C），7月的平均高温范围为较低海拔的97°F（36°C）到较高海拔的78°F（26°C）。在寒冷的11月到3月，新墨西哥州的许多城市夜间气温最低可能在零度以上，甚至更低。1994年6月27日，新墨西哥州记录在案的最高温度为122°F（50°C）（记录位置是附近的废物隔离试验工厂（WIPP）），而最低一次则是在1951年2月1日的Gavilan，最低记录温度为−50°F（−46°C）。

## 地理
新墨西哥州总面积121590平方英里（314900平方公里），按面积排名是美国第五大州。新墨西哥州的东部边界一部分位于西经103度，与俄克拉荷马州接壤；其餘由于19世纪時的测量误差，在西經103度以西2.2英里（3.5公里）處与德克萨斯州接壤。南部邊界東段三分之二與得克萨斯州接壤，而西段三分之一接壤墨西哥的奇瓦瓦州和索诺拉州，其中奇瓦瓦州约占90%。西部边界在西经109°03'，与亚利桑那州接壤。北部边界位北纬37°，與科罗拉多州相鄰。该州的西南角被称为「鞋跟」。另外，新墨西哥州、科罗拉多州、亚利桑那州和犹他州於新墨西哥州西北角相交。新墨西哥州几乎没有天然水源。其地表水面积约为292平方英里（760平方公里）。
新墨西哥景观擁有宽阔的玫瑰色沙漠、破碎的台地，以及高耸的白雪皑皑的山峰。尽管新墨西哥州的形象是干旱的，但茂密的森林覆盖了该州的大部分地区，尤其是北部。圣克雷-德-克里斯托山脉，落基山脉的最南端，沿着格兰德河东侧大致南北走向，在崎岖、田园般的北方。新墨西哥州最重要的河流是格兰德河、佩科斯河、加拿大人河、圣胡安河和吉拉河。格兰德河并列美国第四长河。
新墨西哥州的海拔自西向东逐渐降低，西部与亚历桑那、北部与科罗拉多州接壤的地区有山脉，格兰德河由北向南纵贯中部，东部是北美大平原西南角，地形平坦，但降水稀少，所以以灌溉旱作农业和牧业为主。

## 经济
生產石油和天然氣，及貴金屬。雖有天然資源開採，但新墨西哥州人均收入在美国各州排名靠后，人均收入，家庭中位收入和贫困率都是倒数。

## 人口
新墨西哥州是美国第六人口稀少的州，人口密度为每平方公里/6人。
2003年人口普查，新墨西哥州有1,874,614人。自1990年起的成長率約為23.7%。種族的組成大略如下：
- 40.5%是白人（無西班牙血統）
- 46.3% 拉美裔人
- 9.4%是印地安原住民
- 1.9%是非裔美國人
- 1.4%是亞裔美國人
- 3.6%混合的種族

根據2000年人口大普查，在新墨西哥州的居民祖先中，墨西哥人（18.1%）最多，其次是德國人（9.9%）、印地安原住民（9.5%）、西班牙人（9.3%）和英國人（7.6%）。5岁以上在家中说英语的居民占总人口的64%，说西班牙语的居民占28%。
新墨西哥州在5歲以下的居民則有7.2%、18歲以下有28%、高齡者如超過65歲以上則有11.7%。女性占全新墨西哥州人口比為50.8%。

### 宗教
宗教上，新墨西哥州的人口信仰比例如下。
- 38% 基督新教
- 34% 羅馬天主教
- 4% 其他宗教
- 2% 摩門教

### 重要城市
- 阿尔伯克基
- 圣达菲

### 都会区
| 排名 | 都会区名稱              | 人口    |
| ---- | ----------------------- | ------- |
| 1    | 阿尔伯克基 MSA          | 915,927 |
| 2    | 拉斯克鲁塞斯 MSA        | 217,522 |
| 3    | 圣菲 MSA                | 150,056 |
| 4    | 法明顿 MSA              | 125,043 |
| 5    | 盖洛普 μSA              | 72,290  |
| 6    | 霍布斯 μSA              | 69,611  |
| 7    | 阿拉莫戈多 μSA          | 66,781  |
| 8    | 罗斯韦尔 μSA            | 64,689  |
| 9    | 卡尔斯巴德-阿迪西亚 μSA | 57,900  |
| 10   | 克洛维斯 μSA            | 49,437  |

## 教育

### 學院和大學
詳見新墨西哥州學院和大學列表

## 重要職業運動

### 篮球
- NCAA
  - University of New Mexico

### 美式足球
- NCAA
  - University of New Mexico

### 棒球
- 小聯盟
  - 愛伯克奇同位素（Albuquerque Isotopes），3A級大平洋岸聯盟，母隊：科羅拉多洛磯隊 (從2015-現在)